# Canton de Rochefort-Montagne
Le canton de Rochefort-Montagne est une ancienne division administrative française située dans le département du Puy-de-Dôme en région Auvergne. Il a été supprimé en mars 2015 à la suite du redécoupage des cantons du département.

## Géographie
Ce canton est organisé autour de Rochefort-Montagne dans l'arrondissement de Clermont-Ferrand. Son altitude varie de 676 m (Mazaye) à 1 883 m (Mont-Dore) pour une altitude moyenne de 885 m.

## Histoire
De 1833 à 1848, les cantons de Bourg-Lastic, Herment (jusqu'en 1842) et Rochefort avaient le même conseiller général. Le nombre de conseillers généraux était limité à 30 par département.
Valéry Giscard d'Estaing en a été le conseiller général de 1958 à 1974. Claude Wolff, maire de Chamalières, fut aussi conseiller général de ce canton de 1976 à 1988.
Le canton a été supprimé en 2015 à la suite du redécoupage des cantons du Puy-de-Dôme, appliqué le 25 février 2014 par décret :
- Aurières, Ceyssat, Gelles, Heume-l'Église, Laqueuille, Mazaye, Nébouzat, Olby, Orcival, Perpezat, Rochefort-Montagne, Saint-Bonnet-près-Orcival, Saint-Pierre-Roche et Vernines intègrent le nouveau canton d'Orcines ;
- La Bourboule, Mont-Dore, Murat-le-Quaire intègrent le nouveau canton du Sancy (La Bourboule étant le bureau centralisateur).

## Représentation

### Conseillers généraux de 1833 à 2015
| Période | Période          | Identité                     | Étiquette    | Qualité |
| ------- | ---------------- | ---------------------------- | ------------ | --- |
| 1833    | 1839             | Jean-Baptiste Sablon-Salviat |              | Propriétaire à Laqueuille et à Saint-Julien-Puy-Lavèze |
| 1839    | 1848             | Michel Bertrand (1774-1857)  |              | Médecin inspecteur des eaux au Mont-Dore Professeur à l'Ecole de Médecine de Clermont-Ferrand                                                                         |
| 1848    | 1871             | Pierre Bertrand              |              | Médecin à Nébouzat et Clermont-Ferrand Directeur de l'Ecole de Médecine, conseiller d'arrondissement                                                                  |
| 1871    | 1881 (décès)     | Guillaume de la Farge        | Droite       | Militaire, maire de Saint-Pierre-Roche |
| 1881    | 1889             | Gilbert Gaillard             | Républicain  | Manufacturier, maire de Clermont-Ferrand (1880-1884) Député (1883-1889), Sénateur (1889-1898)                                                                         |
| 1889    | 1895             | Guillaume Duliège            | Droite       | Docteur en médecine, maire de Murat-le-Quaire |
| 1895    | 1900 (décès)     | Louis Echallier              | Républicain  | Maire de Rochefort-Montagne (1888-1900) |
| 1900    | 1913             | Louis Roussel                | Rad.         | Maire de Laqueuille, conseiller d'arrondissement, chevalier du Mérite Agricole, décédé le 26 décembre 1933 à Pontgibaud                                               |
| 1913    | 1938 (décès)     | Eugène Roy                   | Rad.         | Médecin Maire de Rochefort-Montagne (1908-1938), conseiller d'arrondissement Sénateur (1936-1938)                                                                     |
| 1938    | 1940             | Franck Goigoux               | Rad.         | Médecin, Saint-Genès-Champespe |
|         |                  |                              |              | |
| 1945    | 1958             | Joseph Bal                   | PPUS         | Agriculteur Maire d'Aurières |
| 1958    | 1974 (démission) | Valéry Giscard d'Estaing     | RI           | Inspecteur des Finances Député (à partir de 1956) Maire de Chamalières (1967-1974) Ministre, élu Président de la République Elu en 1982 dans le Canton de Chamalières |
| 1974    | 1976             | Pierre Madeuf                | RI           | Maire de Rochefort-Montagne |
| 1976    | 1988             | Claude Wolff                 | UDF          | Expert-comptable Député au Parlement Européen (1984-1989) Député (1981-1984 et 1990-1993) Maire de Chamalières (1974-2005)                                            |
| 1988    | 1994             | Marcel Bony                  | PS           | Agriculteur Sénateur (1983-2001) Maire de Murat-le-Quaire |
| 1994    | 2015             | Jean-Marc Boyer              | RPR puis UMP | Professeur d'éducation physique Maire de Laqueuille (2001-2017) Elu en 2015 dans le Canton d'Orcines                                                                  |

### Conseillers d'arrondissement (de 1833 à 1940)
| Période                                  | Période          | Identité                                   | Étiquette   | Qualité |
| ---------------------------------------- | ---------------- | ------------------------------------------ | ----------- | --- |
| 1833                                     | 1836             | Antoine Audigier père                      |             | Notaire, maire de Rochefort-Montagne |
| 1836                                     | 1840 (démission) | Baron Louis Grangier de Cordès (1783-1850) |             | Ancien militaire (aide de camp du Maréchal Macdonald, duc de Tarente), propriétaire à Clermont-Ferrand                                     |
| 17 mai 1840                              | 1842             | François-Marie Mercier                     |             | Médecin à Rochefort-Montagne |
| 1842                                     | 1848             | Pierre Bertrand fils                       |             | Docteur en médecine à Clermont-Ferrand |
| 1848                                     | 1871             | Pierre Audigier                            |             | Notaire, maire de Rochefort-Montagne |
| 1871                                     | 1889             | Joseph Thomas                              |             | Notaire, maire de Rochefort-Montagne |
| 1889                                     | 1895             | Louis Échallier                            |             | Maire de Rochefort-Montagne |
| 1895                                     | 1900 (démission) | Louis Roussel                              | Républicain | Maire de Laqueuille |
| 16 sept. 1900                            | 1910             | Jean-Marie-Hippolyte Mallet                |             | Maire d'Olby |
| 1910                                     | 1913             | Eugène Roy                                 | Rad.        | Médecin, maire de Rochefort-Montagne (1908-1938)                                                                                           |
| Oct.1913                                 | 1919             | François Maillot                           | Radical     | Maire de Heume-l'Église |
| 1919                                     | 1934             | Louis-Alfred Petit                         |             | Président de l'Union départementale des syndicats d'élevage, adjoint au maire de Rochefort-Montagne, Président du Conseil d'arrondissement |
| 1934                                     | 1940             | Pierre Bachelard-Colombier                 | PAPF        | Conseiller municipal de Mazaye, membre de la Chambre d'Agriculture                                                                         |
| 1940                                     |                  |                                            |             | Les conseils d'arrondissement ont été suspendus par la loi du 12 octobre 1940 et n'ont jamais été réactivés                                |
| Les données manquantes sont à compléter. |                  |                                            |             | |

## Composition
Le canton de Rochefort-Montagne groupait 17 communes et comptait 11 133 habitants en 2012 population municipale).
| Nom                            | Code Insee | Intercommunalité       | Population (dernière pop. légale) |
| ------------------------------ | ---------- | ---------------------- | --------------------------------- |
| Rochefort-Montagne (chef-lieu) | 63305      | CC Dômes Sancy Artense | 925 (2014)                        |
| Aurières                       | 63020      | CC Dômes Sancy Artense | 317 (2014)                        |
| La Bourboule                   | 63047      | CC du Massif du Sancy  | 1 819 (2014)                      |
| Ceyssat                        | 63071      | CC Dômes Sancy Artense | 696 (2014)                        |
| Gelles                         | 63163      | CC Dômes Sancy Artense | 926 (2014)                        |
| Heume-l'Église                 | 63176      | CC Dômes Sancy Artense | 107 (2014)                        |
| Laqueuille                     | 63189      | CC Dômes Sancy Artense | 354 (2014)                        |
| Mazaye                         | 63219      | CC Dômes Sancy Artense | 719 (2014)                        |
| Mont-Dore                      | 63236      | CC du Massif du Sancy  | 1 347 (2014)                      |
| Murat-le-Quaire                | 63246      | CC du Massif du Sancy  | 481 (2014)                        |
| Nébouzat                       | 63248      | CC Dômes Sancy Artense | 816 (2014)                        |
| Olby                           | 63257      | CC Dômes Sancy Artense | 763 (2014)                        |
| Orcival                        | 63264      | CC Dômes Sancy Artense | 230 (2014)                        |
| Perpezat                       | 63274      | CC Dômes Sancy Artense | 425 (2014)                        |
| Saint-Bonnet-près-Orcival      | 63326      | CC Dômes Sancy Artense | 467 (2014)                        |
| Saint-Pierre-Roche             | 63386      | CC Dômes Sancy Artense | 421 (2014)                        |
| Vernines                       | 63451      | CC Dômes Sancy Artense | 410 (2014)                        |

## Démographie
| 1962   | 1968   | 1975   | 1982   | 1990   | 1999   | 2006   | 2011   | 2012   |
| ------ | ------ | ------ | ------ | ------ | ------ | ------ | ------ | ------ |
| 12 439 | 12 275 | 11 747 | 11 643 | 11 073 | 10 601 | 10 938 | 11 154 | 11 133 |